# Oui (roman)
Pour l’article homonyme, voir Oui.
Oui (titre original : Ja) est un roman de l'écrivain autrichien Thomas Bernhard publié en 1978 et paru en français le 2 octobre 1980 aux éditions Gallimard.

## Résumé
On suit le récit d'un narrateur anonyme, un scientifique solitaire et introverti, qui entreprend d'écrire un texte pour conserver ses souvenirs et améliorer son état mental. L'intrigue se développe autour de ses rencontres avec un couple étrange : un ingénieur suisse et une femme persane. Ensemble, ils envisagent de construire une maison sur un terrain que le Suisse a acheté à un médiateur immobilier nommé Moritz.
Le narrateur se lie particulièrement avec la Persane, avec qui il fait plusieurs promenades dans la forêt de mélèzes. Ces moments de partage sont marqués par des discussions sur la musique de Robert Schumann et la philosophie de Schopenhauer. Au fil de leurs échanges, une relation complexe se noue entre eux, bien que la Persane semble de plus en plus marquée par une souffrance intérieure.

## Style
Ce roman se distingue du style habituel de Bernhard par son ton moins violent et sarcastique, et plus désespéré.

## Adaptation

### Théâtre
- Oui, adaptation de Michèle Fabien, mises en scènes de Marc Liebens pour l'Ensemble Théâtral Mobile, interprété par Dominique Boissel en avril 1981 et Patrick Descamps, en 1990 ;
- Oui, adaptation de Claude Duparfait et Célie Pauthe, mise en scène de Célie Pauthe assistée d’Antoine Girard, Nouveau Théâtre de Besançon, 2023[3],[4].

## Édition
Ce roman a été traduit en français et édité par Gallimard en 1980.